# Fouquenies
 Fouquenies  es una comuna (municipio) de Francia, en la región de Alta Francia, departamento de Oise, en el distrito de Beauvais y Cantón de Beauvais-Nord-Ouest.
Su población en el censo de 1999 era de 439 habitantes.
Está integrada en la Communauté d’agglomération du Beauvaisis.

## Demografía
| 212 | 218 | 534 | 530 | 434 | 439 |
| Para los censos de 1962 a 1999 la población legal corresponde a la población sin duplicidades (Fuente: INSEE [Consultar]) |     |     |     |     |     |

- Datos: Q140165
- Multimedia: Fouquenies / Q140165

1. ↑  Worldpostalcodes.org, código postal n.º 60000.
2. ↑  INSEE, Datos de población para el año 2012 de Fouquenies (en francés).